# Mariama Keïta
Mariama Keïta (Niamey, 1946-Estambul, Turquía, 29 de octubre de 2018) fue la primera mujer periodista nigerina y una activista feminista. 

## Biografía
Mariama Keïta obtuvo una licenciatura en inglés en la Facultad de Letras de la Universidad de Abdou Moumouni en Niamey, y hablaba otros 5 idiomas, incluyendo francés y hausa. Comenzó como editora, productora y presentadora de noticias de la radio estatal "Voix du Sahel".
Entre 1966 y 1967 viajó a Francia a través de una beca para formarse en periodismo, producción y realización por la Office de Coopération Radiophonique (OCORA). Se diplomó de periodista en Maisons-Laffitte en Francia.
En 1993, participó en la divulgación de la Constitución de Níger, que permitió la celebración de las primeras elecciones democráticas del país.
De 2003 a 2006 ocupó el cargo de presidenta del Consejo Superior de Comunicación (CSC), el organismo responsable de regular los medios de comunicación del país. Durante sus últimos años de carrera, fue nombrada directora de la Voix du Sahel.
Fue la primera mujer nigerina en ocupar un puesto de periodista cuando la profesión estaba reservada exclusivamente para los hombres. A lo largo de su trayectoria siempre fue considerada la "decana" de los medios de comunicación nigerinos.
Como activa militante feminista y figura de la sociedad civil, Keïta fue pionera en la defensa de los derechos de las mujeres en Níger. Además de sus muchas actividades, fundó la primera ONG del país que oficiaba como coordinadora de organizaciones no gubernamentales y de asociaciones de mujeres nigerinas (CONGAFEN), siendo alrededor de un grupo de cincuenta estructuras colectivas. Aquí también se desempeñó como entrenadora para el Centro Nacional de Mejoramiento en la gestión de cursos sobre comunicación empresarial y como presidenta entre 1994 y 1997.
Asimismo fue la coordinadora de otra de las primeras ONG del país, la Asociación para la Democracia, la Libertad y el Desarrollo, donde trabajó para la creación de un buen gobierno en un Níger democrático. Fue miembro de la rama nigerina de Transparency International.
Ejerció la docencia en el l’Institut de Formation aux Techniques de l’Information et de la Communication (IFTIC) para compartir sus conocimientos a las jóvenes nigerinas. 
Se convirtió en consultora en comunicación, específicamente en los temas de comunicación general, género, medioambiente, resolución de conflictos. etc.
Falleció el 29 de octubre de 2018 en Estambul (Turquía), a la edad de 72 años, después de una larga enfermedad.

## Reconocimientos
Le fueron entregadas:
- Medalla  M. B. E. (Most British Empire) en 1968.
- Médaille du Mérite Mauritanien en 1970.

## Vida privada
Mariama Keïta fue madre de dos hijos y se había casado tres veces. 